# Malcolm X House Site
El Malcolm X House Site, ubicado en la calle Pinkney 3448 en el norte de Omaha (Nebraska), es el lugar en que Malcolm X vivió por primera vez con su familia. El sitio se incluyó en el Registro Nacional de Lugares Históricos en 1984 y también está en la lista de sitios patrimoniales de Nebraska.

## Historia
Malcolm Little nació en el hospital de la Universidad de Nebraska en Omaha el 19 de mayo de 1925, hijo de Earl y Louise Little. Su padre era un ministro cristiano y una persona activa en la comunidad local. En su autobiografía, Malcolm X declaró que su familia dejó Omaha para trasladarse a Milwaukee (Wisconsin) en 1926 debido a las amenazas del Ku Klux Klan.
La casa fue derribada en 1965, antes de que los propietarios, la familia Moore, supiera de la relación con Malcolm X. La importancia de Malcolm X en la cultura e historia americana fue honrada cuando el sitio fue incluido en el Registro Nacional de Lugares Históricos el 1 de marzo de 1984. Este reconocimiento está marcado en el lugar con un indicador de estado que fue añadido en 1987.
La activista Rowena Moore, cuyo padre había vivido en la casa y era el propietario, lideró los esfuerzos para que la casa tuviera un lugar reconocido como sitio histórico y así reconocer la importancia de Malcolm X. Dijo que su familia no tenía conocimiento de la conexión hasta que su hermana lo descubrió mediante la lectura de la autobiografía de Malcolm X en 1970. También esperaba construir un museo en su honor. Moore compró la mayoría de las tierras de la zona.
Hoy en día los 40.000 m² de terreno son propiedad de la Fundación Malcolm X. Tienen planes de comprar más terrenos para crear un parque, y conectarlo con el parque municipal Adams hacia el sur. En 2008, la Fundación estableció seis parcelas en el lugar para un jardín comunitario.